# Lemouya Goudiaby
Lemouya Goudiaby (Thiès, 9 januari 1997) is een Senegalees voetballer die sinds 2020 voor Andrézieux-Bouthéon FC speelt. 

## Carrière
Goudiaby werd in Senegal opgeleid door AS Génération Foot, de club waar onder andere ook Sadio Mané zijn jeugdopleiding genoot. In 2016 maakte hij de overstap naar FC Metz, waar hij bij het B-elftal in de CFA2 (het vijfde niveau in het Franse voetbal) startte. In zijn debuutseizoen werd hij al enkele keren in de wedstrijdselectie van het eerste elftal opgenomen, maar voor zijn officiële debuut moest hij wachten op 12 december 2017, toen hij in de Coupe de la Ligue een basisplaats kreeg tegen Angers SCO. Zijn eerste speelminuten in de Ligue 1 kreeg hij op 12 mei 2018, toen hij tegen SC Amiens in de 88e minuut mocht invallen. Een week later kreeg hij op de slotspeeldag een basisplaats tegen Girondins de Bordeaux.
Verdere speelminuten bij Metz kwamen er niet voor Goudiaby: in juli 2018 maakte hij de overstap naar de Belgische tweedeklasser AFC Tubize. Na twee degradaties op rij verliet hij de club voor de Franse vierdeklasser Andrézieux-Bouthéon FC.

## Clubstatistieken
| Seizoen         | Club                   | Land               | Competitie             | Competitie | Competitie | Beker | Beker | Europees | Europees | Totaal | Totaal |
| Seizoen         | Club                   | Land               | Competitie             | Wed.       | Dlp.       | Wed.  | Dlp.  | Wed.     | Dlp.     | Wed.   | Dlp.   |
| --------------- | ---------------------- | ------------------ | ---------------------- | ---------- | ---------- | ----- | ----- | -------- | -------- | ------ | ------ |
| 2016/17         | FC Metz                | Vlag van Frankrijk | Ligue 1                | 0          | 0          | 0     | 0     | —        | —        | 0      | 0      |
| 2017/18         | FC Metz                | Vlag van Frankrijk | Ligue 1                | 2          | 0          | 2     | 0     | —        | —        | 4      | 0      |
| 2018/19         | AFC Tubize             | Vlag van België    | Eerste klasse B        | 27         | 1          | 2     | 0     | —        | —        | 29     | 1      |
| 2019/20         | AFC Tubize             | Vlag van België    | Eerste klasse amateurs | 17         | 0          | 0     | 0     | —        | —        | 17     | 0      |
| 2020/21         | Andrézieux-Bouthéon FC | Vlag van Frankrijk | Championnat National 2 | 3          | 0          | 0     | 0     | —        | —        | 3      | 0      |
| Carrière totaal | Carrière totaal        | Carrière totaal    | Carrière totaal        | 49         | 1          | 4     | 0     | 0        | 0        | 53     | 1      |

Bijgewerkt tot 5 oktober 2020.